# Francofonia
A francofonia é a região linguística descontínua e que corresponde à comunidade linguística que envolve todas as pessoas que têm em comum a língua francesa, chamadas de "francófonas" ("francoparlantes" e "francofalantes" são grafias também aceitas), o que não indica que possui aspectos culturais semelhantes. Sendo na grande maioria das vezes, culturas extremamente diferentes; exemplo de Quebec e alguns países da África. Integrados nesta comunidade estão também os que têm o francês tanto como segunda língua Essa multiplicidade de países com a língua francesa foi provocada pela expansão marítima que culminou na colonização de territórios por todo o mundo impondo o idioma europeu como primeira ou segunda forma oficial de comunicação. Assim foi feita uma distribuição geográfica da língua francesa, que compreende a análise da distribuição dos milhões de francófonos que há no mundo. É o idioma oficial, ou cooficial, principalmente, de países americanos, africanos e europeus.

## Distribuição geográfica
| Legenda: | Língua materna | Língua administrativa | Segunda língua | ▪ Minoria francofônica |

Há falantes de francês no Egito, Índia (Pondicheri), Itália, (Vale de Aosta), Laos, Mauritânia, Reino Unido (Ilhas do Canal), Estados Unidos da América (especialmente Luisiana e Nova Inglaterra) e Vietname.
Geograficamente, os francófonos estão concentrados no litoral atlântico. A Guiana Francesa, as Antilhas francesas e as províncias canadenses francofalantes como Quebeque formam a chamada América francófona; os países africanos colonizados pelos franceses, majoritariamente localizados no Atlântico, compõem a África francófona; e a França e seus vizinhos menores, Bélgica, Suíça, Luxemburgo e Mônaco, localizados na Europa.
|                                                                           |  |                                           |
| Presença da língua francesa na União Europeia e seus candidatos a adesão. |  | A zona francófona do continente africano. |

## Estatísticas

### Língua oficial
O francês é língua oficial nos seguintes países:
| País                           | Falantes de 1.ª língua | População         | Dens. pop. | Área      |
|                                | (est. aprox.)          | (est. Julho 2003) | (h/km²)    | (km²)     |
| ------------------------------ | ---------------------- | ----------------- | ---------- | --------- |
| França (Metropolitana)         | 60 000 000             | 60 180 600        | 105        | 547 030   |
| República Democrática do Congo |                        | 55 225 478        | 24         | 2 345 410 |
| Canadá                         | 6 700 000              | 32 207 000        | 3          | 9 976 140 |
| Madagáscar                     |                        | 16 979 900        | -          | 587 040   |
| Costa do Marfim                |                        | 16 962 500        | -          | 322 460   |
| Guiné                          |                        | 10 187 320        | 40,7       | 250 158   |
| Guiné Equatorial               |                        | 676 000           | 24,1       | 28 050    |
| Camarões                       |                        | 15 746 200        | -          | 422 277   |
| Mónaco                         |                        | 35 352            | -          | 2         |
| Senegal                        |                        | 10 580 400        | -          | 196 190   |
| Bélgica                        | 4 000 000              | 10 290 000        | -          | 30 510    |
| Ruanda                         |                        | 7 810 100         | -          | 26 338    |
| Haiti                          |                        | 7 527 800         | -          | 27 750    |
| Suíça                          | (milhões)              | 7 318 638         | -          | 41 290    |
| Burundi                        |                        | 6 096 156         | -          | 27 830    |
| Togo                           |                        | 5 429 300         | -          | 56 785    |
| República Centro-Africana      |                        | 3 683 600         | -          | 622 984   |
| República do Congo             |                        | 2 954 300         | -          | 342 000   |
| Gabão                          |                        | 1 321 500         | -          | 267 667   |
| Comores                        |                        | 63,948            | -          | 2170      |
| Djibuti                        |                        | 457,130           | -          | 23 000    |
| Luxemburgo                     | 100,000                | 454 157           | 171        | 2586      |
| Guadalupe                      |                        | 442 200           | -          | 1780      |
| Martinica                      |                        | 390 200           | -          | 1100      |
| Vanuatu                        |                        | 200 000           | -          | 12 200    |
| Seicheles                      |                        | 80 469            | -          | 455       |
|                                |                        |                   |            |           |

### Segunda língua
Embora não seja oficial, o francês é a principal segunda língua nos países seguintes:
| País           | População  | Dens. pop. | Área      |
|                | (em 2023)  | (h/km²)    | (km²)     |
| -------------- | ---------- | ---------- | --------- |
| Argélia        | 46.160.000 | -          | 2.381.440 |
| Burquina Fasso | 23.033.000 | -          | 274.200   |
| Tunísia        | 12.200.000 | -          | 163.610   |
| Maurícia       | 1.261.000  | -          | 2.040     |
| Marrocos       | 37.710.000 | -          | 446.550   |
| Cabo Verde     | 522.331    | -          | 4.033     |

### Países não francófonos
Estes são os números de francofalantes em países sem qualquer ou muita ligação ao idioma francês.
| País              | Francófonos | Incluindo expatriados franceses | População do país |
| ----------------- | ----------- | ------------------------------- | ----------------- |
| Argélia           | 22 000 000  | (25 000)                        | 34 800 000        |
| Marrocos          | 17 000 000  | (60 000)                        | 34 000 000        |
| Tunísia           | 6 000 000   | (15 000)                        | 10 000 000        |
| Estados Unidos    | (2 000 000) | (233 300)                       | 302 000 000       |
| Israel            | 1 500 000   | (66 000)                        | 7 200 000         |
| Rússia            | 705 200     | (819)                           | 143 000 000       |
| Sudão             | 400 000     | (500)                           | 36 000 000        |
| Países Baixos     | 213 000     | (20 300)                        | 17 000 000        |
| Alemanha          | 200 000     | (165 000)                       | 82 000 000        |
| Uganda            | 200 000     | (200)                           | 28 000 000        |
| África do Sul     | 100 000     | (7 600)                         | 48 000 000        |
| Turquia           | 100 000     | (3 400)                         | 70 000 000        |
| Austrália         | 65 000      | (41 800)                        | 20 000 000        |
| Síria             | 65 000      | (1 900)                         | 19 000 000        |
| Itália            | 60 000      | (48 000)                        | 59 000 000        |
| Malawi            | 50 300      | (63)                            | 10 600 000        |
| Gâmbia            | 45 000      | (150)                           | 1 700 000         |
| Brasil            | 30 000      | (25 000)                        | 184 000 000       |
| Venezuela         | 20 090      | (5 800)                         | 26 000 000        |
| Colômbia          | 20 000      | (3 800)                         | 45 000 000        |
| Chile             | 10 000      | (6 500)                         | 16 000 000        |
| Catar             | 10 000      | (700)                           | 800 000           |
| Lituânia          | 8 000       | (300)                           | 3 500 000         |
| Peru              | 7 600       | (2 500)                         |                   |
| Nigéria           | 7 500       | (3 000)                         |                   |
| Paquistão         | 6 000       | (700)                           |                   |
| Equador           | 5 000       | (1 400)                         |                   |
| Bolívia           | 5 000       | (900)                           |                   |
| Noruega           | 4 500       | (3 000)                         |                   |
| Costa Rica        | 4 000       | (1 500)                         |                   |
| Hungria           | 3 000       | (1 900)                         |                   |
| Filipinas         | 3 000       | (1 600)                         |                   |
| Panamá            | 3 000       | (500)                           |                   |
| Omã               | 3 000       | (500)                           |                   |
| Iêmen             | 3 000       | (300)                           |                   |
| Angola            | 2 000       | (1 200)                         |                   |
| Islândia          | 2 000       | (200)                           |                   |
| Nicarágua         | 1 500       | (400)                           |                   |
| Letónia           | 1 500       | (100)                           |                   |
| Etiópia           | 1 000       | (400)                           |                   |
| Trinidad e Tobago | 800         | (600)                           |                   |
| Zimbabwe          | 700         | (400)                           |                   |
| Nepal             | 600         | (200)                           |                   |
| Estónia           | 400         | (100)                           |                   |
| Bangladesh        | 300         | (200)                           |                   |
| Porto Rico        |             |                                 |                   |
| Total             | 48 997 007  | (611 319)                       |                   |

## História

Mapa do primeiro (azul claro) e segundo (azul escuro) impérios coloniais franceses.

O francês, surgido na França, espalhou-se pelo mundo através da influência, colonizações e descobrimentos dos franceses. Assim, historicamente, ao longo de quase 300 anos, o francês foi também a língua das classes dirigentes e do comércio de Inglaterra desde o tempo da Conquista Normanda até 1362, quando o uso do inglês foi retomado.
Hoje o poder global da língua francesa já não é o mesmo, diminuiu muito. Contudo, tentativas de recuperação do prestígio vem sendo propostas e realizadas. Nesse sentido, a Aliança Francesa tem um papel muito importante na expansão do francês pelo mundo, sem falar da Organização Internacional da Francofonia.

## Instituição

Bandeira da organização

A Organização Internacional da Francofonia (em francês: Organisation internationale de la Francophonie, mais conhecida como La Francophonie), cujo acrónimo é OIF, é uma organização internacional de países e governos francófonos unidos pela língua francesa. Nesses países a língua francesa é oficial ou tem um status privilegiado.
Atualmente a organização tem 55 Estados-membros e treze países observadores. O principal pré-requisito para a admissão não é apenas o uso da língua francesa, mas sim a presença consistente da cultura e língua francesas no contexto identitário de um país, geralmente expressado pela relação privilegiada com a França em sua história.

## Legalidade nos países

### Estatuto legal na França
A França obriga ao uso do francês em publicações oficiais do governo, na educação (embora estas disposições sejam frequentemente ignoradas pelos imigrantes e filhos de imigrantes) e em contratos legais. Ao contrário do que diz um mal entendido frequente nos meios de comunicação americanos e britânicos, a França não proíbe o uso de palavras estrangeiras em páginas web ou qualquer outra publicação privada, o que de resto iria entrar em conflito com as garantias constitucionais de liberdade de expressão.

### Estatuto legal no Canadá
O francês é uma das duas línguas oficiais do Canadá, sendo a outra o inglês. Várias alíneas da Carta de Direitos e Liberdades do Canadá lidam com o direito dos canadenses de ter acesso a serviços em inglês e em francês em todo o país. Por lei, o governo federal tem de operar e disponibilizar serviços tanto em inglês como em francês, as atas do Parlamento Canadiano devem ser traduzidas tanto para inglês como para francês e todos os produtos canadenses têm de ser etiquetados tanto em inglês como em francês.
O francês é língua oficial na Nova Brunsvique, Territórios do Noroeste, e Nunavut, e é a única língua oficial do Quebeque, segundo a Carta da Língua Francesa.